# 10.000 camere da letto
10.000 camere da letto (Ten Thousand Bedrooms) è un film del 1957 diretto da Richard Thorpe.

## Trama

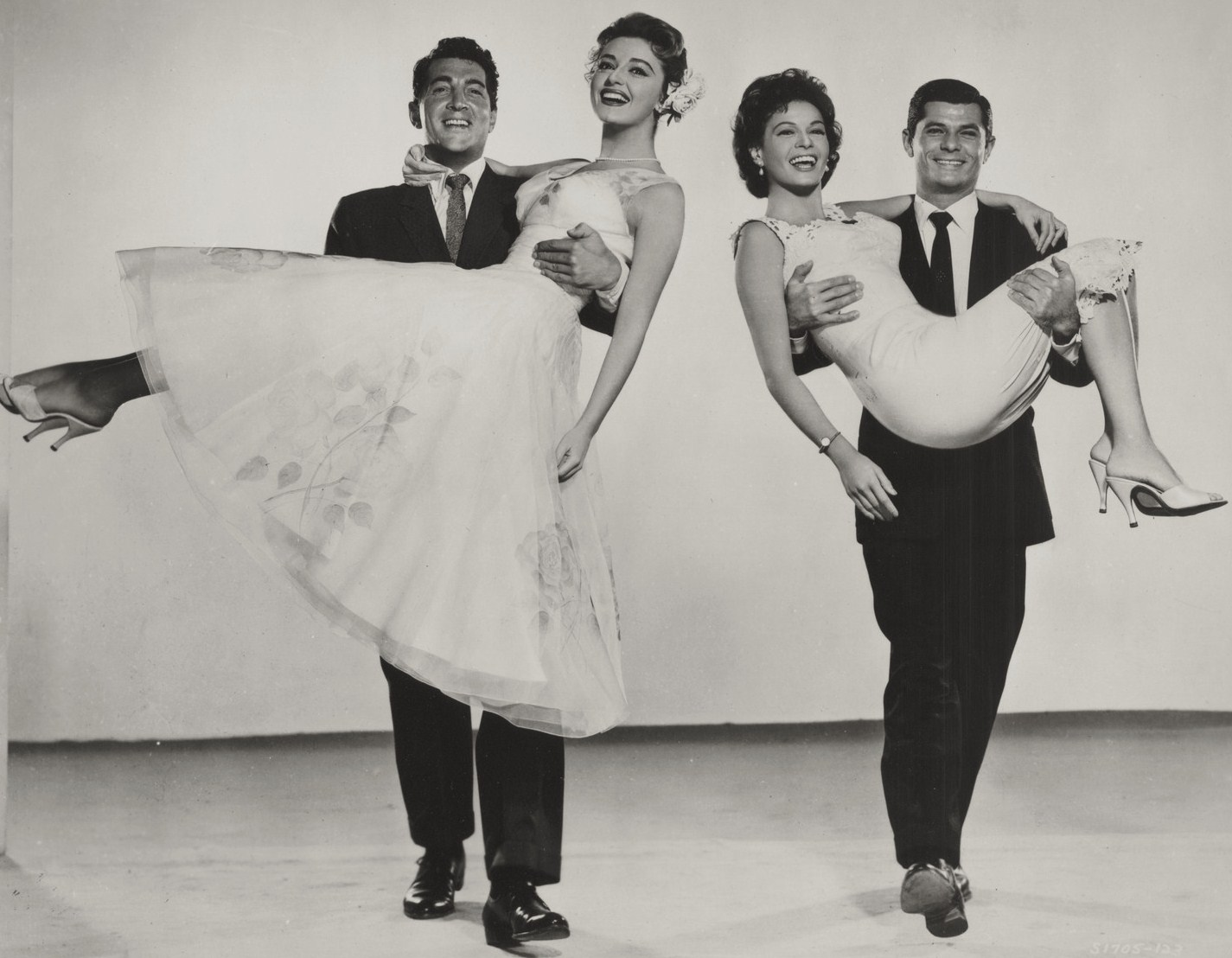
Dean Martin, Anna Maria Alberghetti, Eva Bartok e Dewey Martin

Il milionario americano Ray Hunter (accompagnato dal suo pilota privato Mike Clark), sbarca a Roma, al fine di acquistare l'hôtel "Le Régent". All'aeroporto è atteso da Maria Martelli, dipendente della Contessa Alzani, attuale proprietaria dell'immobile. Ray è guidato in città dalla giovane donna che gli fa da interprete e lo presenta alla sua famiglia, tra cui il padre Vittorio e la sorella minore Nina.

## Produzione
È il primo film di Dean Martin realizzato in seguito alla dissoluzione del sodalizio con Jerry Lewis. Parzialmente girato a Roma, l'hotel è in realtà Palazzo Barberini.